# Primarias del Partido Republicano de 2012 en Alabama
Las Primarias del Partido Republicano de 2012 en Alabama se hicieron el 13 de marzo de 2012. Las Primarias del Partido Republicano fueron unas Primarias, con 50 delegados para elegir al candidato del partido Republicano para las elecciones presidenciales de Estados Unidos de 2012.  En el estado de Alabama estaban en disputa 50 delegados.

## Elecciones

### Resultados
| Primarias del Partido Republicano de Alabama de 2012 | Primarias del Partido Republicano de Alabama de 2012 | Primarias del Partido Republicano de Alabama de 2012 | Primarias del Partido Republicano de Alabama de 2012 | Primarias del Partido Republicano de Alabama de 2012 |
| Candidato                                            | Votos                                                | Porcentaje                                           | Delegados                                            |                                                      |
| ---------------------------------------------------- | ---------------------------------------------------- | ---------------------------------------------------- | ---------------------------------------------------- | ---------------------------------------------------- |
| Rick Santorum                                        | 214,545                                              | 34.51%                                               | 17                                                   |                                                      |
| Newt Gingrich                                        | 182,197                                              | 29.30%                                               | 12                                                   |                                                      |
| Mitt Romney                                          | 180,250                                              | 28.99%                                               | 10                                                   |                                                      |
| Ron Paul                                             | 30,892                                               | 4.97%                                                | 0                                                    |                                                      |
| Indecisos                                            | 9,253                                                | 1.49%                                                | 0                                                    |                                                      |
| Rick Perry                                           | 1,866                                                | 0.30%                                                | 0                                                    |                                                      |
| Michele Bachmann                                     | 1,695                                                | 0.27%                                                | 0                                                    |                                                      |
| Jon Huntsman, Jr.                                    | 1,044                                                | 0.17%                                                | 0                                                    |                                                      |
| Delegados no proyectados:                            | Delegados no proyectados:                            | Delegados no proyectados:                            | 11                                                   |                                                      |
| Totals                                               | 621,742                                              | 100%                                                 | 50                                                   |                                                      |

| Clave: | Retirado antes de la contienda |